# Кувейт на летних Олимпийских играх 1984
Кувейт принимал участие в летних Олимпийских играх 1984 года в Лос-Анджелесе (США) в пятый раз за свою историю, но не завоевал ни одной медали.

## Результаты соревнований

### Водные виды спорта

#### Плавание
В следующий раунд на каждой дистанции проходят спортсмены, показавшие лучший результат, независимо от места, занятого в своём заплыве.
Мужчины
| Дистанция          | Спортсмены        | Предварительный раунд | Предварительный раунд | Предварительный раунд | Финал                | Финал                |
| Дистанция          | Спортсмены        | Заплыв                | Результат             | Место                 | Результат            | Место                |
| ------------------ | ----------------- | --------------------- | --------------------- | --------------------- | -------------------- | -------------------- |
| 100 метров брассом | Исаак Атиш Ва-Эль | 7                     | 1:16,51               | 49                    | завершил выступление | завершил выступление |